# Busovača
Busovača je obec ve střední části Bosny a Hercegoviny. Administrativně je součástí Středobosenského kantonu. V roce 2013 zde žilo 4 072 obyvatel. Jihozápadně od obce se nachází hory s nadmořskou výškou až 1200 m.
Obec se nachází na místě, kde se kříží lašvanské a lepenické údolí. Přes obec prochází silnice z Travniku do Sarajeva. První písemná zmínka o obci pochází ze dne 16. srpna 1371 a nachází se v dubrovnických obchodních zápiscích. V roce 1468 je jméno obce poprvé připomínáno i v tureckých záznamech.
V závěru 19. století byla v nedaleké vesnici Kaonik zřízena železniční stanice, díky níž se obec napojila na Rakousko-uherskou železniční síť. To umožnilo rozvoj především veřejné infrastruktury.
Po druhé světové válce zde byla vybudována továrna na výrobu voděodolných materiálů,
Obyvatelstvo obce je z národnostního hlediska smíšené; v roce 2005 se zde 59 % obyvatel hlásilo k chorvatské národnosti a 41 % k bosňácké. V roce 1991 tvořili dle posledního sčítání lidu obyvatelstvo obce Busovača Chorvati (48 %), Bosňáci (45 %), Srbové (3 %) a další národnosti (4 %).
Obec má jednu základní školu a dvě školy střední. Nachází se tu také jedna poliklinika (Dom zdravlja).
V roce 1955 se zde natáčel film Hanka.